# Nordpfalzgymnasium
Das Nordpfalzgymnasium (kurz NPG) ist ein Gymnasium in Trägerschaft des Donnersbergkreises, das sich in der Kreisstadt Kirchheimbolanden befindet. In der Schule unterrichten im Jahrgang 2012/2013 67 Lehrer insgesamt 865 Schüler.

## Geschichte
Die Geschichte des Nordpfalzgymnasiums lässt sich auf eine Lateinschule zurückführen, die 1681 gegründet wurde. Mit der Eroberung der Rheinpfalz durch das Königreich Bayern wurde diese Lateinschule königlich-bayerisch. Diese wurde sukzessive zu einem Progymnasium mit sechs Klassen ausgebaut. Als 1897 das alte Schulgebäude nach einem Brand zerstört wurde, begann der Wiederaufbau in der Amtsstraße. Nach dem Zweiten Weltkrieg wurde die Schule auf neun Klassen erweitert, wenig später erhielt die Schule 1950 den Namen Nordpfalzgymnasium. 1965 bezog die Schule neue Räumlichkeiten am südlichen Stadtrand. Vor allem mit Mitteln des Konjunkturpaktes II wurde das Gebäude zwischen 2009 und 2012 – bei laufendem Schulbetrieb – vollständig (energetisch) saniert. Alle naturwissenschaftlichen Fachsäle (drei Biologieräume, zwei für Chemie, zwei für Physik) wurden nicht nur komplett umgebaut, sondern auch mit modernsten Unterrichtsmitteln ausgestattet. Das Nordpfalzgymnasium ist seither ein sogenanntes Passivhaus. Die Generalsanierung kostete etwa 13 Millionen Euro.

## Besonderheiten
Das Nordpfalzgymnasium ist seit 2002 Schule mit informationstechnischem Schwerpunkt. Daher kann in der Orientierungsstufe (Schuljahrgangsstufen 5 und 6) „IT-Unterricht“ an drei Schultagen im Jahr in Form von Teamteaching angeboten werden. Eine Klasse wird dann von zwei Lehrkräften in den zwei IT-Fachsälen unterrichtet. Jeder Schüler arbeitet intensiv an seinem eigenen PC. Die erfolgreiche Teilnahme wird im Jahreszeugnis vermerkt.
Ab Klassenstufe 7 bis zur zehnten Jahrgangsstufe ist „IT“ eine freiwillige AG. Auch hier wird die erfolgreiche Teilnahme im Jahreszeugnis beurkundet. Ab der 11. Klasse kann Informatik als Grundfach belegt werden.
Bereits ab der fünften Schuljahrgangsstufe gibt es Klassenfahrten. Die Schule unterhält partnerschaftliche Beziehungen zu Gymnasien in Großbritannien, Frankreich, den USA sowie Russland. Schülerinnen und Schüler können an Austauschen ab der achten Klasse teilnehmen.
Das Fahrtenkonzept der Schule sieht kurs- bzw. themengebundene Studienfahrten in der Mainzer Studienstufe 11, ein kombiniertes Sozial- und Betriebspraktikum in der 12. Klasse und eine Studienfahrt „Ski / Snowboard“ nach Österreich nach den schriftlichen Abiturprüfungen in der 13. Jahrgangsstufe vor.
In der Orientierungsstufe (Klassen 5 und 6) gibt es eine freiwillige Ganztagsbetreuung („Lernen & Spielen“). Hier entscheiden sich die Eltern jeweils zu Beginn eines Halbjahres, ob ihr Kind an einem, an zwei oder drei Nachmittagen in der schuleigenen Mensa essen, anschließend unter Betreuung Hausaufgaben machen soll und anschließend an einer AG teilnehmen (z. B. Klettern, Computer, Kreatives Schreiben, „Schulzoo“, Fußball etc.) darf.
Ab Klasse 7 gibt es dieses Angebot nicht mehr. Der Unterricht endet bis Klasse 10 in der Regel nach der 6. Stunde (13.10 Uhr). Allerdings kann ab der Oberstufe die Unterrichtszeit auch am Nachmittag (11. Stunde, 17.00 Uhr) liegen.

## Lehrer
- Gottlob Dittmar
- Joseph Müller-Blattau
- Wilhelm Troll
- Karl Lothar Wolf, von 1946 bis 1954 Schulleiter
- Horst Penner, von 1959 bis 1967 Schulleiter
- Richard Zenke, 1949–1953 Kunstlehrer

## Ehemalige Schüler
- Christian von Holst
- Kathrin Senger-Schäfer
- Simone Huth-Haage, Abitur 1986
- Lisett Stuppy, Abitur 2007